# Donald (Australie)
Pour les articles homonymes, voir Donald.
Donald (1 434 habitants) est un village du Victoria situé à 282 km au nord-ouest de Melbourne à l'intersection de la Borung Highway et de la Sunraysia Highway dans le comté de Buloke dont il est le principal village.
Il doit son nom à William Donald le premier agriculteur qui se soit installé dans la région en 1840.